# Coleman (Wisconsin)
Coleman – wieś w Stanach Zjednoczonych, w stanie Wisconsin, w hrabstwie Marinette.